# Nosaltres (novel·la)
Nosaltres (en rus: Мы, 1920) és una novel·la distòpica de l'escriptor rus Ievgueni Zamiatin considerada com a precursora de les obres del mateix tipus escrites més tard per George Orwell o Aldous Huxley. El 9 de setembre de 2015 es va publicar per primera vegada traduïda al català, amb el títol de Nosaltres, per l'Editorial Males Herbes.